# Ốc bươu

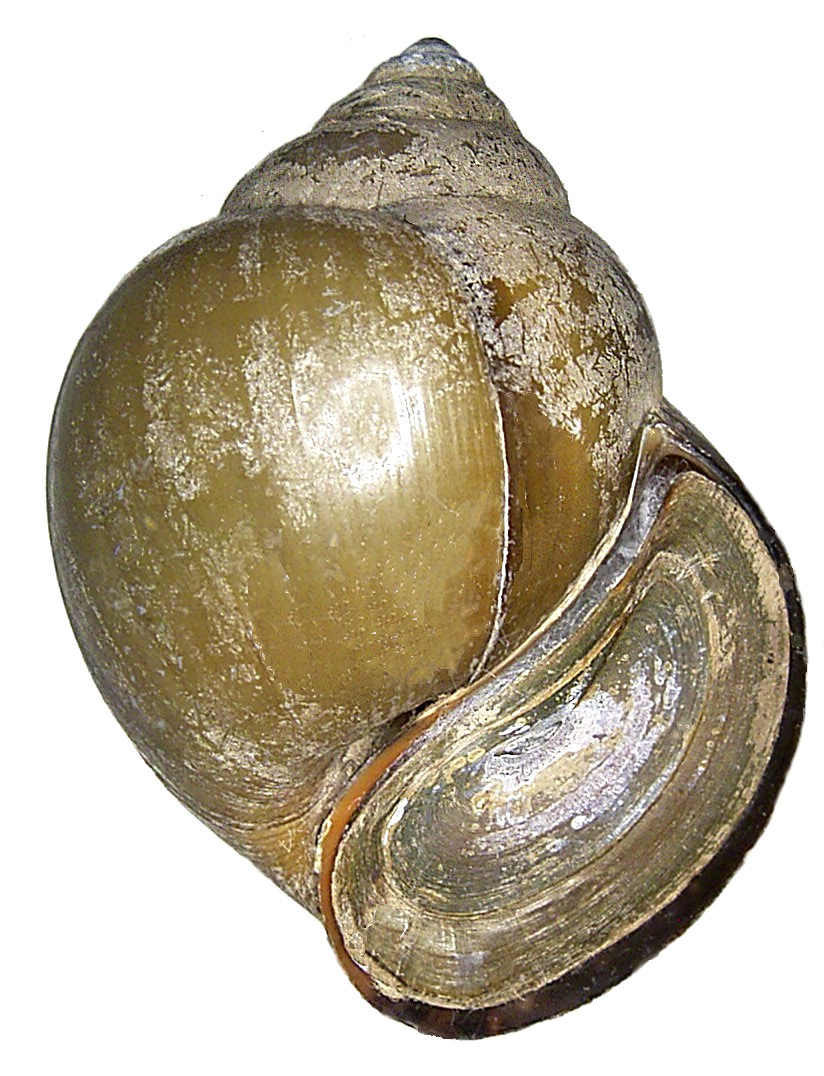
Pila polita

Ốc bươu hay ốc bưu, là tên thông thường cho các động vật thân mềm chân bụng có vỏ tròn, có kích thước trung bình, đáy tròn, có vỏ màu nâu đen cho đến đen tuyền, và thường dùng làm đồ ăn.

## Môi trường sống
Ốc bươu sinh sống ở nơi ẩm thấp ao hồ, ruộng nước. Ốc bươu ăn lá non, bùn non (các vi sinh vật trong bùn non). Chúng phát triển mạnh vào đầu mùa mưa, nhất là sau cơn mưa khi trời ửng nắng ốc bươu bò lên bờ ruộng rất nhiều. Ở Việt Nam, mùa khô ốc thường vùi sâu vào đồng ruộng nứt nẻ. khi mưa xuống mới mò ra và sinh sôi nảy nở trên mương ruộng.Ốc sinh sản chủ yếu vào tháng năm. Ốc bươu là một trong ba loại ốc đồng phổ biến ở Nam bộ Việt Nam.

## Một số loài ốc bươu điển hình
- Pila conica (Gray, 1828)[2]: Ốc bươu đen, ốc lác, ốc nhồi
- Pila polita (Deshayes, 1830)[2]: Ốc bươu, ốc nhồi miền Bắc
- Bellamya chinensis (Gray, 1834): Ốc đá, ốc Campuchia
- Pomacea canaliculata (Lamarck, 1819): Ốc bươu vàng

## Cấu tạo
Ốc bưu vỏ mỏng, phần đuôi xoắn nhọn và lớn hơn ốc lác. Thành phần thịt của ốc có khoảng 50% là nước, 4% protid mà chủ yếu là keratin và collagen. Đông y cho rằng ốc có tính hàn nên dùng để giải nhiệt, giải độc, giải rượu.

## Giá trị

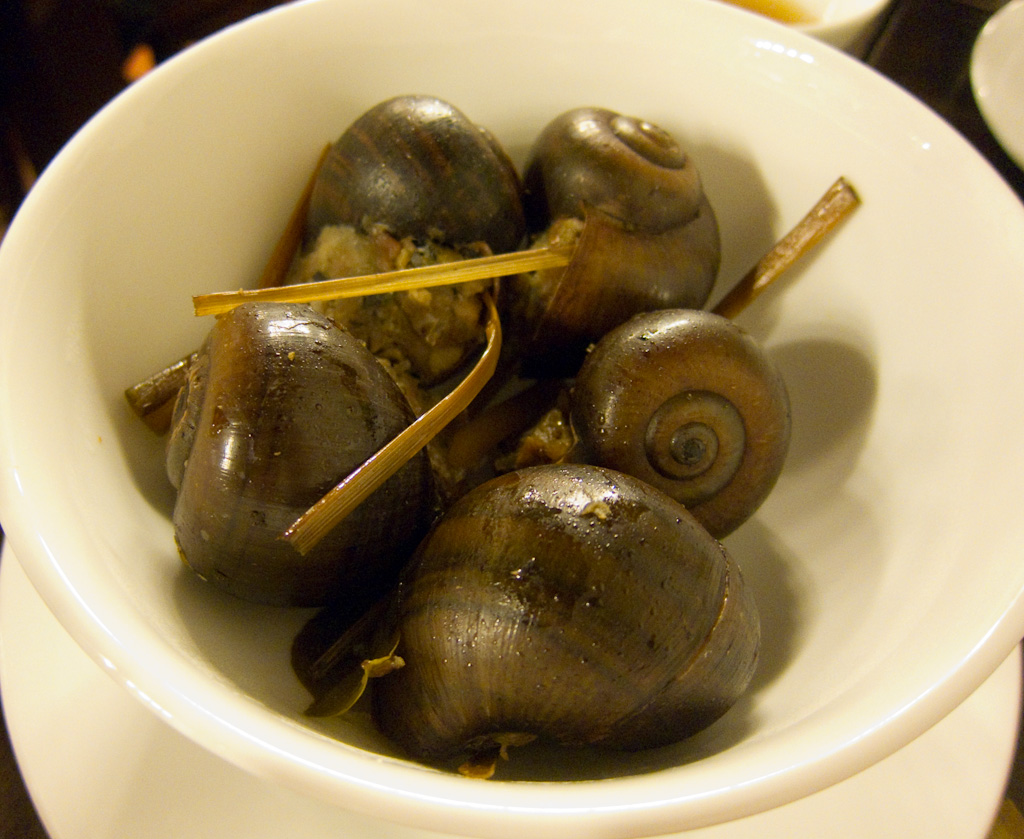
Ốc bươu nhồi thịt

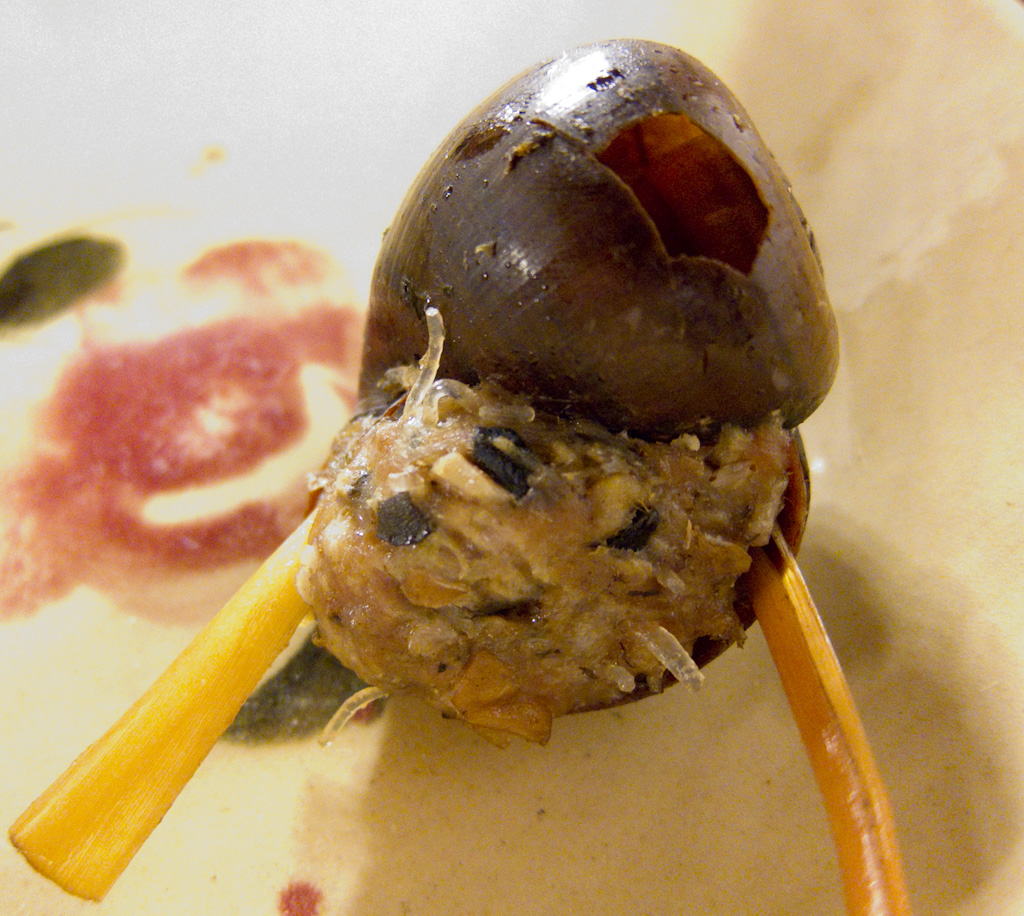
Ốc bươu nhồi thịt

Ốc bươu là món ăn dân dã, quen thuộc và rất ngon miệng ở Việt Nam. Ở khu vực phía Bắc có món bún riêu ốc, ốc chuối đậu, ốc luộc lá chanh.... ở vùng Nam Bộ có món ốc hấp tiêu, ốc bươu hấp chấm với nước mắm gừng, ốc bươu nhồi... Ốc bưu nhồi thịt là món ngon mang hương vị đặc trưng của miền Bắc và được cải tiến tại Miền Nam. Ở Việt Nam, ốc bươu vàng là một loại ốc bươu gây hại nhiều cho nông nghiệp vì tốc độ sinh sản và khả năng phàm ăn của chúng, đã có thời ốc bươu vàng được coi là một đại dịch ở nước này. Ốc bươu cũng là tác nhân truyền bệnh dịch tả, năm 2014, tại Thành phố Hồ Chí Minh, phát hiện mẫu ốc bươu lấy ở chợ có kết quả dương tính với phẩy khuẩn tả.